# Tochitură

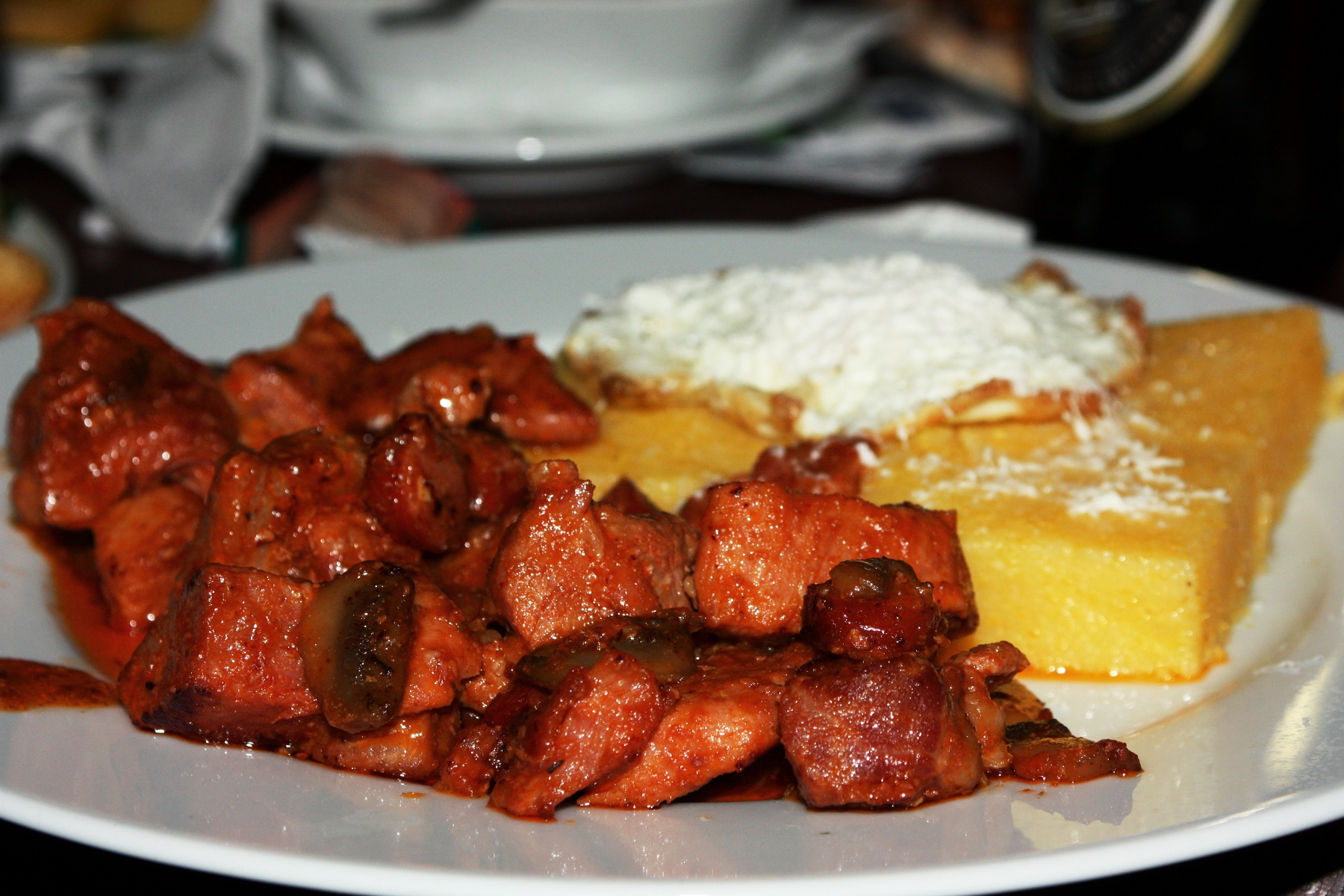
Une assiette de tochitură à la moldave

La tochitură est un mets traditionnel roumain et moldave à base de mămăligă accompagné de viande de bœuf et de poulet, d'œufs et de sauce tomate à l'ail. Ce plat est généralement servi avec de la telemea.